# Bañares
Bañares – gmina w Hiszpanii, w prowincji La Rioja, w La Rioja, o powierzchni 29,59 km². W 2011 roku gmina liczyła 303 mieszkańców.